# Orok Akarandut
Orok Akarandut (sinh ngày 18 tháng 3 năm 1987 ở Uyo, Akwa Ibom State) là một cầu thủ bóng đá người Nigeria hiện tại thi đấu cho Al-Hidd.

## Sự nghiệp
Akarandut khởi đầu sự nghiệp cùng với Akwa United F.C. vào tháng 1 năm 2007 thăng hạng Nigerian Premier League. Mùa giải 2008-09 anh là vua phá lưới giải đấu với 17 bàn xác lập kỉ lục. 
Sau màn trình diễn ấn tượng, Urok rời Akwa United để ký hợp đồng với câu lạc bộ tại Giải bóng đá hạng nhất quốc gia Tunisia CS Sfax vào ngày 13 tháng 7 năm 2009.
Anh ký hợp đồng với Al Hadd FC của Bahrain năm 2014, ghi 18 bàn sau 33 trận 